# Nicola Nacciarone
Nicola Nacciarone (Napoli, 2 aprile 1802 – Napoli, dicembre 1876) è stato un pianista, docente e compositore italiano.

## Biografia
Studiò presso il Real Conservatorio di Musica di Napoli dove fu allievo di Raffaele Cioffi e Giuseppe d'Elia, per teoria e pianoforte e Nicola Zingarelli per armonia e contrappunto. Perfezionò poi privatamente la sua tecnica pianistica con il celebre compositore inglese John Field, durante il lungo periodo in cui quest'ultimo si stava curando a Ischia.

Tra gli anni 20 e 30 dell '800 fu maestro di cappella presso il "2° Educandato Regina Isabella Borbone". Poi, per diversi anni fu docente di musica nelle scuole esterne del Conservatorio di San Pietro a Majella di Napoli. Nel 1832 fu nominato professore ordinario, con cattedra, presso il medesimo istituto avendone fatto richiesta scritta al re Ferdinando IV di Borbone.

Una sua Messa da requiem fu eseguita nel 1859 nella Cappella palatina per solennizzare i funerali di Ferdinando II di Borbone.
 Oltre che docente fu anche compositore. Ebbe due figli, il primo dei quali, Gustavo nato nel 1831, fu un pittore assai noto nell'ambiente napoletano; il secondo, Guglielmo nato nel 1837, fu pure lui un acclamato pianista del quale egli fu il primo maestro.

 Nicola Nacciarone morì a Napoli nel dicembre 1876.

## Composizioni
- Messa da requiem, 1859;
- Sanctus fugato a otto voci;
- 4 Sinfonie;
- "Sofonisba", tragedia lirica in tre atti, rimasta inedita;
- Musica strumentale cameristica;
- Composizioni per canto e pianoforte;
- Pezzi vari per pianoforte solo, tra cui un "Notturno", forse reminiscenza dei suoi studi con John Field, dedicato all'amico Masseangelo Masseangeli, noto collezionista musicale di quell'epoca.